# Vie ferrate in Italia

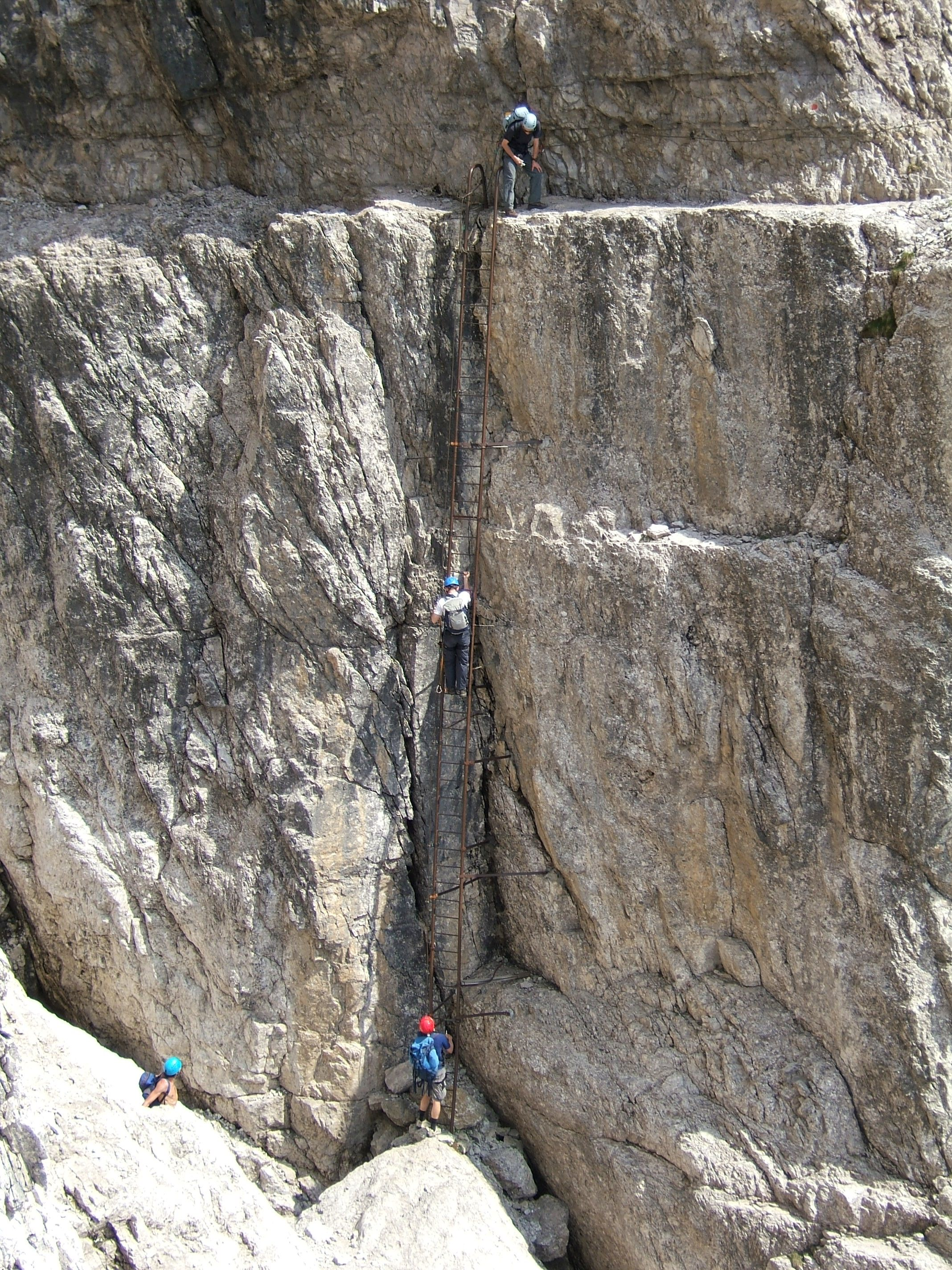
Via ferrata nel Gruppo del Brenta

Lista (incompleta) di vie ferrate presenti in Italia.

## Vie ferrate nelle Dolomiti

### Dolomiti occidentali
Gruppo Odle-Puez

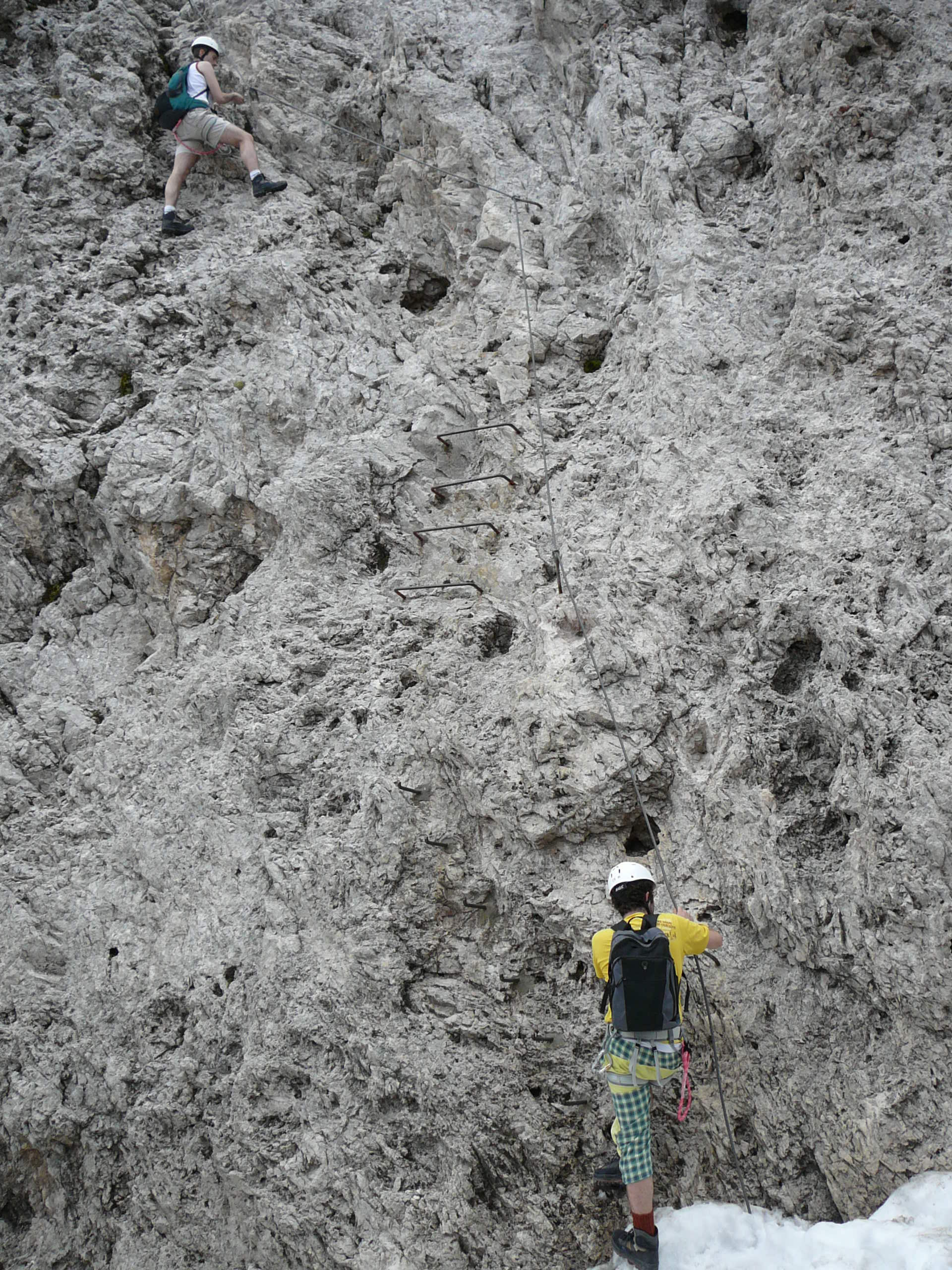
Tratto della via ferrata Sass Rigais.

- Via ferrata Sass Rigais, sulle Odle di Funes
- Sentiero attrezzato Günther Messner, sulle Odle di Eores
- Via ferrata Sandro Pertini, sul Gruppo del Puez (chiusa definitivamente)
- Via ferrata Sass de Putia, al Passo delle Erbe
- Via ferrata Piccolo Cir e via ferrata Grande Cir nel Gruppo del Puez al Passo Gardena

Gruppo del Catinaccio
- Via ferrata Maximilian, sui Denti di Terrarossa, gruppo dello Sciliar
- Via ferrata del Passo Santner, sul gruppo del Catinaccio
- Via ferrata del Passo delle Scalette, sul gruppo del Catinaccio
- Via ferrata della Roda di Vaèl, sul gruppo del Catinaccio
- Via ferrata del Masarè, sul gruppo del Catinaccio
- Via ferrata del Catinaccio d'Antermoia, sul gruppo del Catinaccio
- Via ferrata Laurenzi al Molignon di Dentro, sul gruppo del Catinaccio

Gruppo del Latemar
- Via ferrata delle Torri del Latemar, sul gruppo del Latemar

Sasso Piatto
- Via ferrata Oskar Schuster al Sassopiatto
- Via ferrata del Col Rodella

Gruppo del Sella
- Via ferrata Tridentina sul Gruppo del Sella
- Via ferrata delle Mèsules sul Gruppo del Sella
- Via ferrata Piazzetta al Piz Boè sul Gruppo del Sella
- Via ferrata del Piz da Lec sul Gruppo del Sella
- Via ferrata del Vallon, sul Gruppo del Sella

Gruppo delle Pale
- Via ferrata Bolver-Lugli, sulle Pale di San Martino
- Via ferrata Stella Alpina, sulle Pale di San Martino
- Via ferrata Fiamme Gialle, sulle Pale di San Martino
- Via ferrata Dino Buzzati, sulle Pale di San Martino
- Via ferrata dell'Orsa, sulle Pale di San Martino
- Via ferrata del Canalone alla Punta Disperazione
- Via ferrata Gabitta d'Ignoti a Cima Vezzana

Gruppo della Marmolada
- Via ferrata delle Trincee sulla Cima Mesola, Marmolada
- Via ferrata I magnifici 4 sui Maerins, nel Gruppo della Marmolada
- Via ferrata dei Finanzieri al Colac, nel Gruppo della Marmolada
- Via ferrata Bepi Zac, nel Gruppo della Marmolada
- Via ferrata Bruno Federspiel, nel Gruppo della Marmolada
- Via ferrata Franco Gadotti al Sass Aut, nel Gruppo della Marmolada
- Via ferrata Punta Penia, nel Gruppo della Marmolada
- Via ferrata Paolin Piccolin a Cima Auta , nel Gruppo della Marmolada
- Via ferrata Kaiserjager al Col Ombert, nel Gruppo della Marmolada
- Via ferrata Eterna dedicata alla Brigata Cadore a Piz Serauta nel Gruppo della Marmolada

### Dolomiti orientali
Dolomiti di Sesto

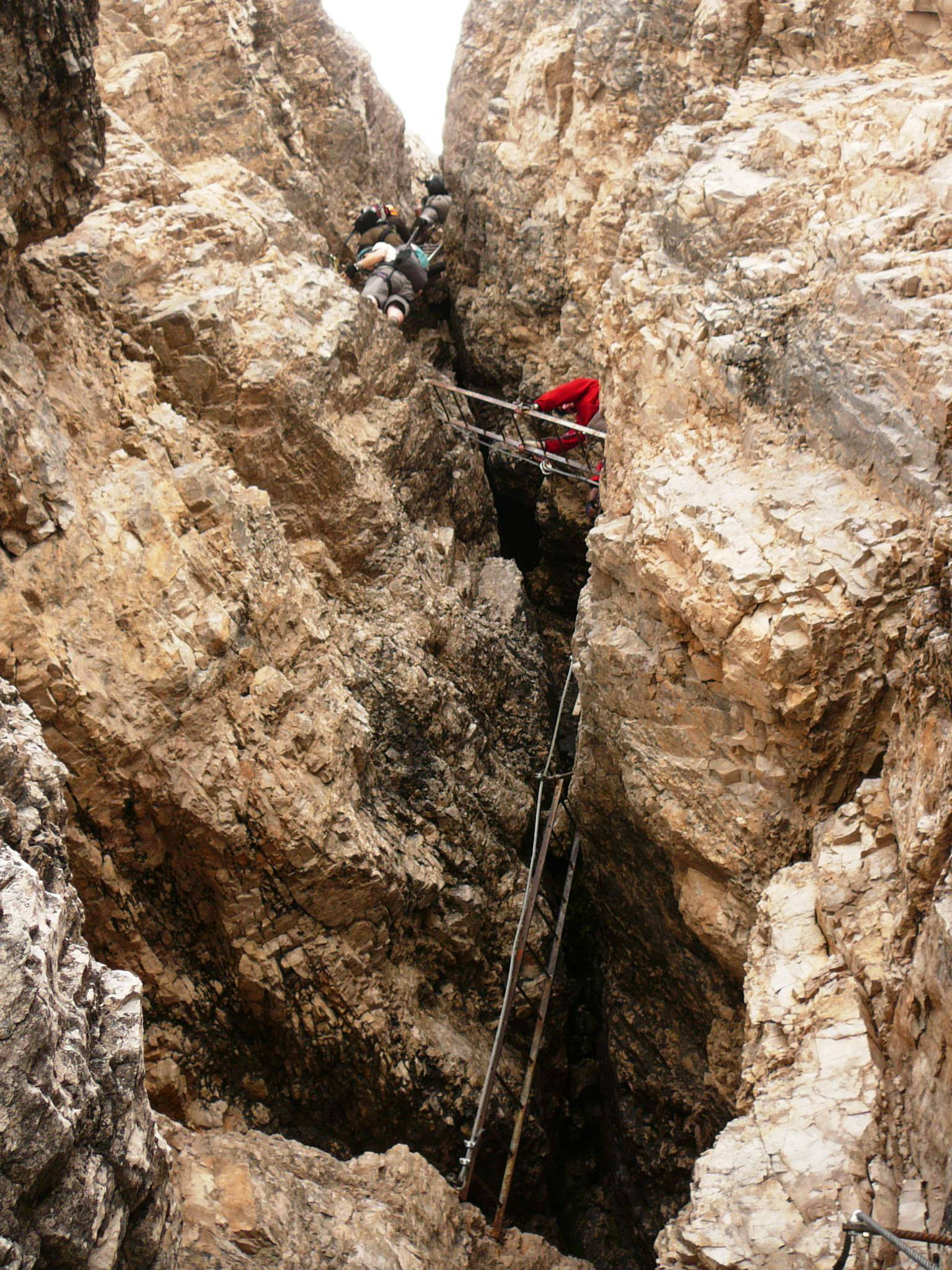
Il "sentiero delle scalette" che conduce alla cime della torre di Toblino.

- Strada degli Alpini sulle Dolomiti di Sesto
- Ascesa alla Torre di Toblin, nei pressi delle Tre Cime di Lavaredo sulle Dolomiti di Sesto
- Sentiero delle forcelle, sul Monte Paterno
- Via ferrata De Luca-Innerkofler, sul Monte Paterno
- Via Ferrata Severino Casara alla Croda dei Toni
- Via Ferrata Zandonella alla Croda Rossa di Sesto

Gruppo dei Cadini
- Sentiero Bonacossa attraverso la catena dei Cadini di Misurina
- Via ferrata Merlone, nel Gruppo dei Cadini di Misurina

Gruppo delle Tofane
- Via ferrata Lipella alla Tofana di Rozes, sulle Tofane dedicata alla Medaglia d'oro Giovanni Lipella
- Via ferrata Olivieri a Punta Anna e Ferrata Aglio alla Tofana di Mezzo, sulle Tofane
- Via ferrata Formenton alla Tofana di Dentro, sulle Tofane
- Sentiero Astaldi sulla parete sud di Punta Anna, sulle Tofane
- Ferrata Maria e Andrea Ferrari alla Ra Bujela, sulle Tofane

Pomagagnon
- Via ferrata Michielli Strobel, verso la Punta Fiames del Pomagagnon
- Via ferrata Terza Cengia del Pomagagnon

Gruppo di Fanes
- Via ferrata alla cascata valle di Fanes, nel Gruppo di Fanes nei pressi di Cortina d'Ampezzo
- Via ferrata Tomaselli, nel Gruppo di Fanis
- Via ferrata Via della Pace, nel Gruppo di Fanis

Gruppo del Cristallo
- Via ferrata Marino Bianchi, nel Gruppo del Cristallo
- Via ferrata Ivano Dibona, nel Gruppo del Cristallo

Gruppo del Sorapiss
- Via ferrata Vandelli-Berti, nel Gruppo del Sorapiss

Gruppo del Civetta
- Via ferrata degli Alleghesi, sul Civetta
- Via ferrata Costantini, sulla Moiazza
- Via Ferrata Fiamme Gialle, alla Palazza Alta
- Via Ferrata Tissi, sul Civetta

Nuvolau e Averau
- Via ferrata Ra Gusela al Nuvolau
- Via ferrata dell'Averau

Gruppo della Schiara
- Via ferrata Zacchi, sul Monte Schiara
- Via ferrata Sperti
- Via ferrata Berti
- Via ferrata Marmol
- Sentiero Attrezzato Guardiamo al Monte Pelf

### Dolomiti di Brenta
- Via delle Bocchette (principalmente divisa in Bocchette Centrali e Bocchette Alte) nelle Dolomiti di Brenta
- Via ferrata Ettore Castiglioni nelle Dolomiti di Brenta
- Via ferrata Livio Brentari nelle Dolomiti di Brenta
- Via Ferrata Osvaldo Orsi
- Via Ferrata Felice Spellini
- Via Ferrata SOSAT

## Vie ferrate nelle Alpi

### Alpi occidentali (Piemonte)
- Via ferrata di Caprie, in Val di Susa (TO).
- Via ferrata Orrido di Chianocco, in Val di Susa (TO).
- Via ferrata Orrido di Foresto, in Val di Susa (TO).
- Via ferrata Carlo Giorda, in Val di Susa comune di Sant'Ambrogio di Torino salita alla Sacra di San Michele sul monte Pirchiriano (TO).
- Via ferrata delle Gorge, in Val di Susa comune di Giaglione (TO).
- Via ferrata Perona-Saglia alla Rocca Clarì in Val di Susa (TO).
- Via ferrata del Bunker e via ferrata della Batteria Bassa in alta Val di Susa vicino a Claviere (TO).
- Via ferrata Nicola Ciardelli, nel vallone di Bourcet, in Val Chisone (TO).
- Via ferrata di Pra Catinat, in Val Chisone nel comune di Fenestrelle (TO).
- Via ferrata di San Lorenzo, in valle Orco (vallone di Piantonetto), comune di Locana (TO).
- Via ferrata di Pont Canavese, in valle Orco, comune di Pont Canavese (TO).
- Via ferrata di Chiaronto, in Val Varaita comune di Frassino (CN).
- Via ferrata di Rocca Senghi, in Val Varaita comune di Bellino (CN).
- Via ferrata di Camoglieres, in Val Maira comune di Macra (CN).
- Via ferrata dei Funs, in Valle Gesso comune di Entracque (CN).
- Via ferrata Rocca dei Corvi, in Val Mongia comune di Viola (CN).
- Via ferrata Ciao Miki al Monte Marso nella frazione di Oropa (BI).
- via ferrata del Limbo al Monte Mucrone nella frazione di Oropa (BI).
- via ferrata Nito Staich al Monte Tovo nella frazione di Oropa sopra il Santuario di Oropa (BI).
- via ferrata della Balma nel comune di San Paolo Cervo (BI).
- via ferrata dell'Infernone nel comune di Sordevolo (BI)
- via ferrata Falconera nel comune di Varallo (VC)
- via ferrata del Partusac nel comune di Varallo (VC)
- via ferrata Montevecchio nel comune di Carcoforo (VC)
- via ferrata Detomasi a Cimalegna nel comune di Alagna Valsesia (VC)
- via ferrata del Lago al Sonningpass nei pressi del Pizzo d'Andolla ad Alpe Cheggio (VB)
- via ferrata dei Picasass al Monte Camoscio nel comune di Baveno (VB)
- via ferrata Walserfall nel comune di Baceno (VB)

### Alpi occidentali (Valle d'Aosta)
- Via ferrata del Monte Emilius, sul monte Emilius (Valle d'Aosta)
- Via ferrata al Gran Paradiso tra il Ghiacciaio Laveciau e quello del Gran Paradiso (Valle d'Aosta)
- Via ferrata del Gorbeillon, in Valtournenche (Valle d'Aosta)
- Via ferrata delle Guide, in Val del Lys (Valle d'Aosta)
- Via ferrata Jose Angster, in Val del Lys (Valle d'Aosta)
- Via ferrata Bethaz-Bovard alla Becca d'Aouille in Valgrisenche (Valle d'Aosta)
- Via ferrata Hans Marguerettaz nei pressi di Morgex (Valle d'Aosta)
- Via ferrata Casimiro in Val Rhemes (Valle d'Aosta)
- Via ferrata delle Crete Seche a Punta Oyace (Valle d'Aosta)

### Alpi Orobie e Prealpi Bergamasche
- Via ferrata Maurizio al Monte Alben (Bergamo)
- Via ferrata Madonnina del Coren (Bergamo)
- Via ferrata al Monte Ocone (Bergamo)
- Via ferrata al Pizzo del Becco (Bergamo)
- Via Ferrata Guerino Rossi al Pizzo Strinato (Bergamo)
- Via Ferrata del Passo della Porta al Monte Visolo nel Gruppo della Presolana (Bergamo)
- Via Ferrata degli Alpini al Corno Medale (Lecco)
- Via Ferrata Gamma 1 al Pizzo d'Erna (Lecco)
- Via Ferrata Gamma 2 al Resegone (Lecco)
- Via Ferrata del Centenario al Resegone (Lecco)
- Via Ferrata Silvano de Franco al Resegone (Lecco)
- Via Ferrata della Galleria di Morcate (Lecco)
- Via Ferrata Contessi al Monte Due Mani (Lecco)
- Via Ferrata Minonzio allo Zucco Campelli (Lecco)
- Via Ferrata allo Zucco Pesciola (Lecco)
- Via Ferrata della Direttissima alla Grigna Meridionale (Lecco)
- Via Ferrata del CAI Mandello al Sasso dei Carbonari nella Grigna Settentrionale (Lecco)

### Gruppo dell'Adamello / Ortles
- Via ferrata Terzulli all'Adamello (Brescia)
- Via ferrata Sentiero dei Fiori dal Passo del Tonale (Brescia)
- Via ferrata Corno del Grevo (Brescia)
- Via ferrata al Pizzo Badile Camuno (Brescia)
- Via ferrata Tabaretta a Punta Tabaretta nel Gruppo dell'Ortles (Bolzano)
- Via ferrata del Monte Nero alla Presanella (Trento)

### Prealpi Bresciane
- Via ferrata Caspai al Corno Caspai (Brescia)
- Via ferrata Nasego (Brescia)
- Via ferrata Fregio e Ginestre (Brescia)
- Via ferrata Crench (Brescia)
- Via ferrata Corno del Bene e Corno delle Capre al Monte Guglielmo (Brescia)
- Parco delle Fucine di Casto (Brescia)
- Via ferrata Spigolo della Bandiera al Monte Spino (Brescia)
- Via ferrata Ernesto Franco al Monte Spino (Brescia)

### Alpi Carniche e Alpi Giulie
- Via ferrata Rosalba Grasselli, presso Picco di Carnizza del monte Canin (Friuli-Venezia Giulia)
- Via ferrata Julia, presso monte Canin (Friuli-Venezia Giulia)
- Via ferrata Cassiopea al Torrione Comici (Friuli-Venezia Giulia)
- Via ferrata Amalia al Jof di Montasio (Friuli-Venezia Giulia)
- Via ferrata Anita Goitan al Jof Fuart (Friuli-Venezia Giulia)
- Via ferrata dei 50 del Clap al Creton de Culzei (Friuli-Venezia Giulia)

## Altre vie ferrate in Italia

### Alpi Apuane
- Via Ferrata Tordini Galligani al Pizzo d'Uccello, Massa Carrara
- Via Ferrata al Monte Contrario, Massa Carrara
- Via Ferrata del Procinto, Lucca
- Via Ferrata Salvatori alla Pania Forata, Lucca
- Via Ferrata Malfatti al Monte Sumbra, Lucca

### Appennino
- Via ferrata Deanna Orlandini, nell'entroterra di Genova
- Via Ferrata Mazzocchi al Groppo delle Ali, nell'entroterra di Chiavari (Genova)
- Via ferrata degli Artisti al Bric dell'Agnellino, nell'entroterra di Finale Ligure (Savona)
- Via ferrata Salemm, presso Castelmezzano (Basilicata)
- Via ferrata Marcirosa, presso Pietrapertosa (Basilicata)
- Via ferrata alla Pietra di Bismantova, presso la Pietra di Bismantova (Emilia-Romagna)
- Via ferrata di Rocca Badolo al Contrafforte del Pliocenico vicino a Sasso Marconi (Emilia-Romagna)
- Via Ferrata al Monte Penna di Civago (Emilia-Romagna)
- Via Ferrata El Barranco del Dolo nei pressi di Civago (Emilia-Romagna)
- Via Ferrata Le Balze del Malpasso nei pressi di Toano (Emilia-Romagna)

### Monti del Garda, Prealpi Gardesane e Giudicarie, Prealpi Bresciane e Monte Baldo
- Via ferrata Burrone Giovanelli anche conosciuto come Burrone di mezzacorona, a Mezzocorona, Trento
- Via ferrata Ernesto Che Guevara, sul Monte Casale, a Pietramurata, Trento
- Via ferrata Giulio Segata, sul Monte Bondone in Trentino
- Via ferrata "Dell'Amicizia", presso Riva del Garda (Trentino)
- Sentiero attrezzato Giordano Bertotti, presso Trento
- Via ferrata delle aquile, nel gruppo della Paganella

### Sardegna
- Via ferrata del Cabirol, a Capo Caccia, Alghero, Sardegna
- Via ferrata della Regina, presso Monteleone Rocca Doria
- Via ferrata dell'isola di Tavolara, nell'omonima isola
- Via ferrata Badde Pentumas, nella gola di Pentumas
- Via ferrata di Giorrè a Cargeghe